# Caloplaca oxfordensis
Caloplaca oxfordensis är en lavart som beskrevs av Fink ex J. Hedrick. Caloplaca oxfordensis ingår i släktet orangelavar och familjen Teloschistaceae.  Arten är reproducerande i Sverige. Inga underarter finns listade i Catalogue of Life.